# Madach (Landschaft)
Als Madach wurde früher die Landschaft nördlich und nordwestlich von Stockach im Süden des heutigen deutschen Landes Baden-Württemberg bezeichnet.

## Lage

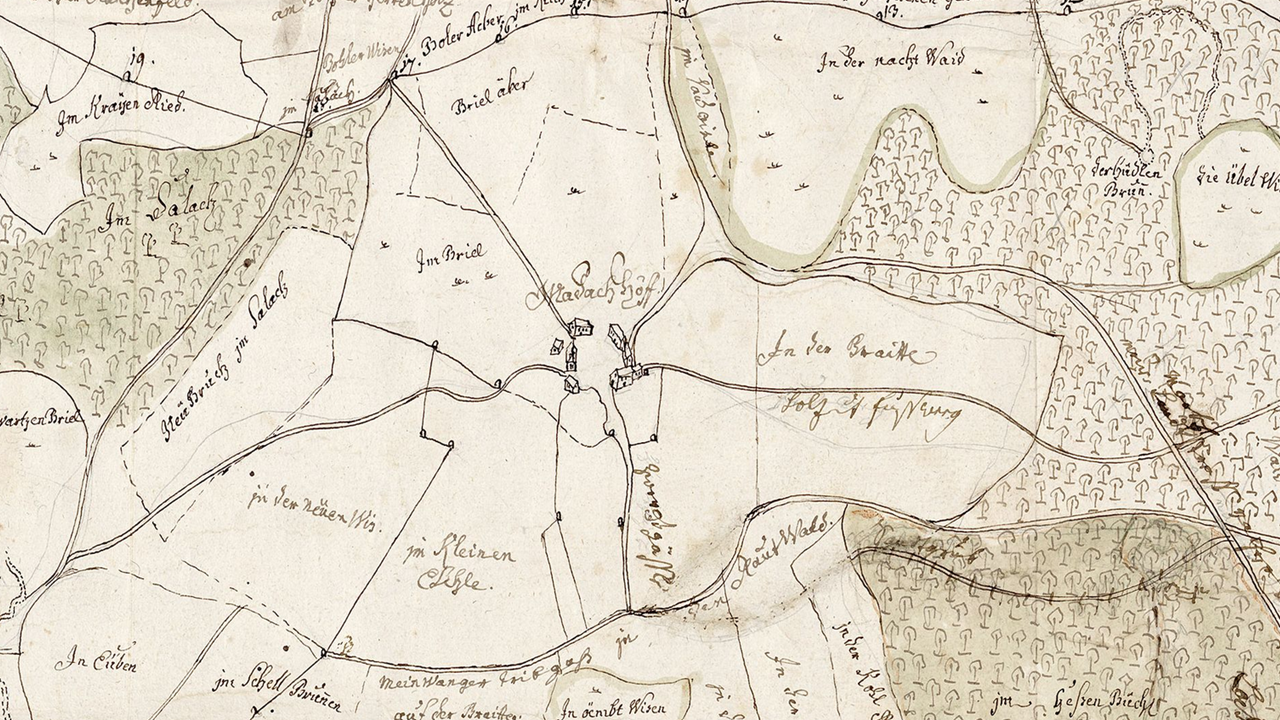
Der Madachhof in einer Karte von 1765

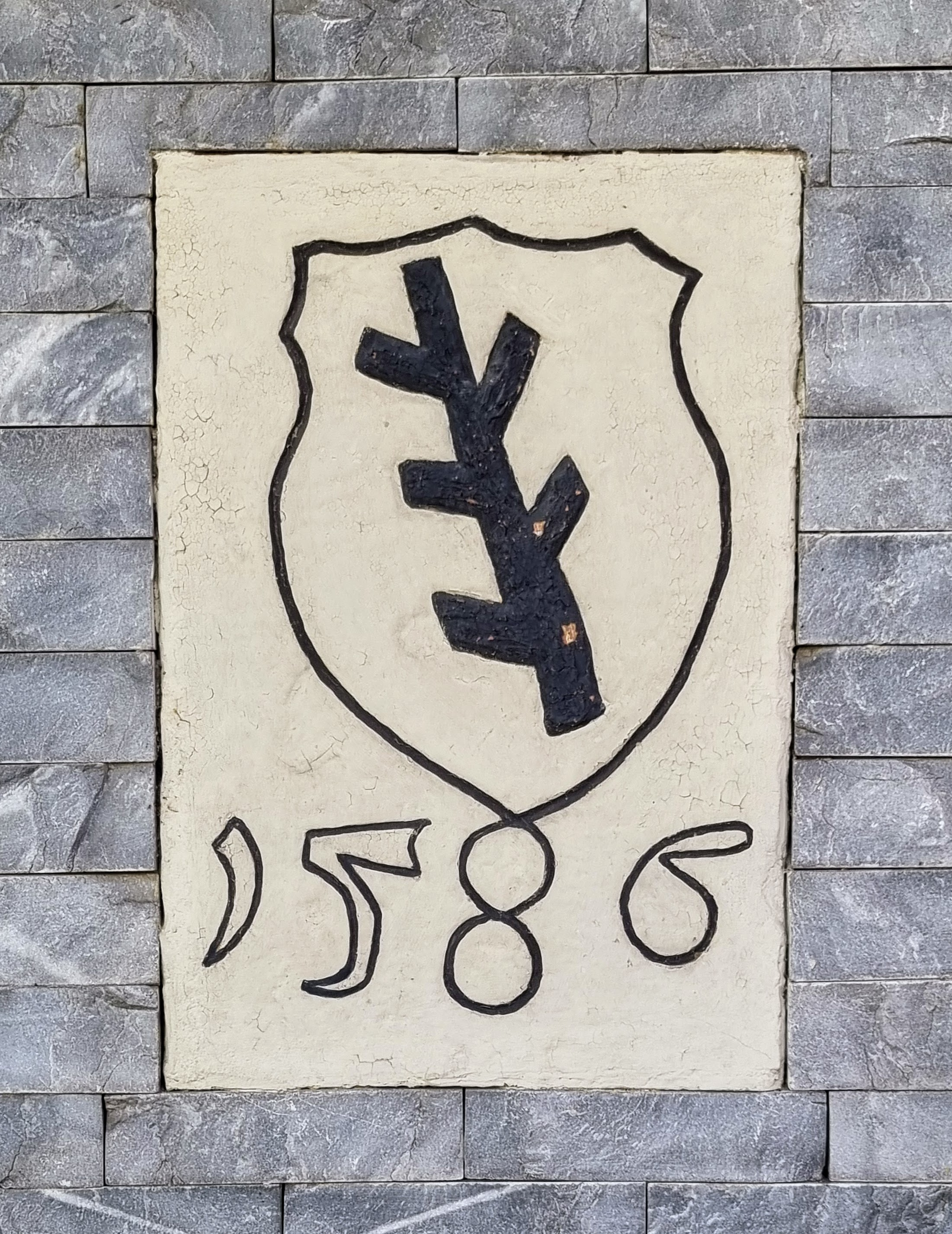
Der Wappenstein im Stockacher Haus Hauptstraße 10 markiert den früher südlichsten Punkt des Madach an der Grenze zum Hegau.

Eine genaue Grenzbeschreibung des Madach ist nicht bekannt. Sein Zentrum war wohl der Madachhof, heute ein Weiler der Gemeinde Mühlingen, der zu den größten Höfen im ganzen Hegau zählte. Der Reichtum kam vom wohlhabenden Kloster Salem, das große Besitzungen im Madach hatte.
Das Gebiet des Madach reichte von Heudorf im Westen, Meßkirch im Norden, Bietingen, Boll und Waldsberg im Osten und Stockach im Süden bis Münchhöf im Südwesten. In der Stockacher Hauptstraße markiert ein Grenzstein (Foto) den südlichsten Punkt des Madach, hier die Grenze zum Hegau.
An der Schwelle vom Mittelalter zur Frühen Neuzeit (16./17. Jahrhundert) wurden die Orte Hoppetenzell und Heudorf (15./16. Jh.), Schwackenreute (1528), Gallmannsweil (16. Jh.) und Mühlingen (17. Jh.) als „im Madach gelegen“ bezeichnet. Später, in der österreichischen Zeit, gab es in der Landgrafschaft Nellenburg das Madacher Amt. Zu ihm gehörten die Dörfer Holzach, Ober- und Unterschwandorf sowie Volkertsweiler.

## Name
Der Name Madach soll vom lateinischen madidus = „feucht“ abgeleitet sein. Das Madach war demnach wohl ein Gebiet, das von Sümpfen, Seen und Bächen durchzogen war.
Am Schwackenreutere Bahnhof gibt es heute noch die sogenannten Madachwiesen.